# Chiesa e convento delle Sperandie
La chiesa e il convento delle Sperandie sono un complesso religioso di Siena, situato in via delle Sperandie.

## Storia e descrizione
Il complesso fu fondato nel 1297 dalle Monache di Sant'Agnese, il cui ordine era stato fondato pochi anni prima dalla Beata Santuccia di Gubbio ed una suora di nome Sperandia. Quest'ultima dette anche il nome allo stesso ordine religioso che era ritenuto adatto ("spera in Dio"). La costruzione procedette per tutto il XIV secolo. Nel XVI secolo le suore assunsero il nome di "Trafisse del Cuore di Maria", inglobando anche le monache di San Prospero il cui convento era stato distrutto.
Tra la fine del XVII secolo e il 1711, il convento fu ricostruito su progetto di Jacopo Franchini e riconsacrato, come attestato dalla scritta presente sul portale in marmo. In questo periodo avvenne anche l'ennesimo cambiamento del nome in "Monache della Madonna". Nel XIX secolo, a seguito dei decreti napoleonici, il convento fu soppresso e diventò presidio militare. Oggi è concesso in uso al Corpo di Guardia della Polizia di Stato.
La chiesa ha un'architettura particolare in quanto si articola sul cavalcavia posto sopra via delle Sperandie ed ha il portale di accesso in marmo nella stessa via.
Tra le opere maggiori la pala con l'Immacolata Concezione in gloria adorata da santi di Sebastiano Folli (1605). La cupola e la volta sono stati affrescati da Giuseppe Nicola Nasini con l'Assunzione della Madonna, gli Arcangeli, le Virtù teologali, la Fuga in Egitto e la Pietà.
Nel convento si segnala il dipinto con la Madonna col Bambino e santi di Giovanni da San Giovanni.